# Proserpinus flavofasciata
Espèce
Proserpinus flavofasciata est une espèce d'insectes lépidoptères (papillons) de la famille des Sphingidae, sous-famille des Macroglossinae, de la tribu des Macroglossini et du genre Proserpinus.

## Description
L'aspect général imite le bourdon avec un corps court et dilaté noir avec des bandes jaunes. Les ailes antérieures noires sont marquées d'une bande pâle et les ailes postérieures, également noires, présentent une bande jaune de premier plan.

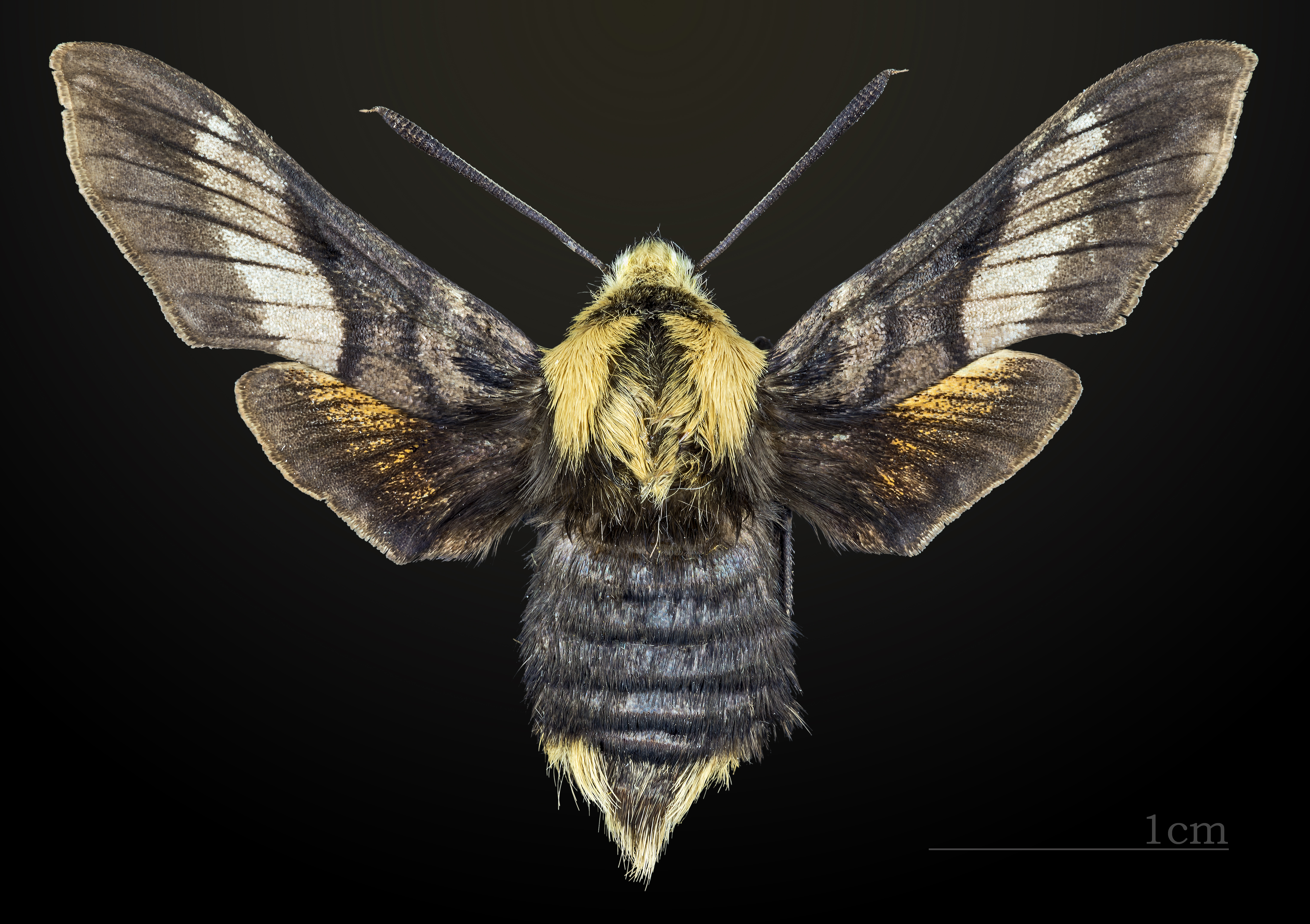
Face dorsale MHNT
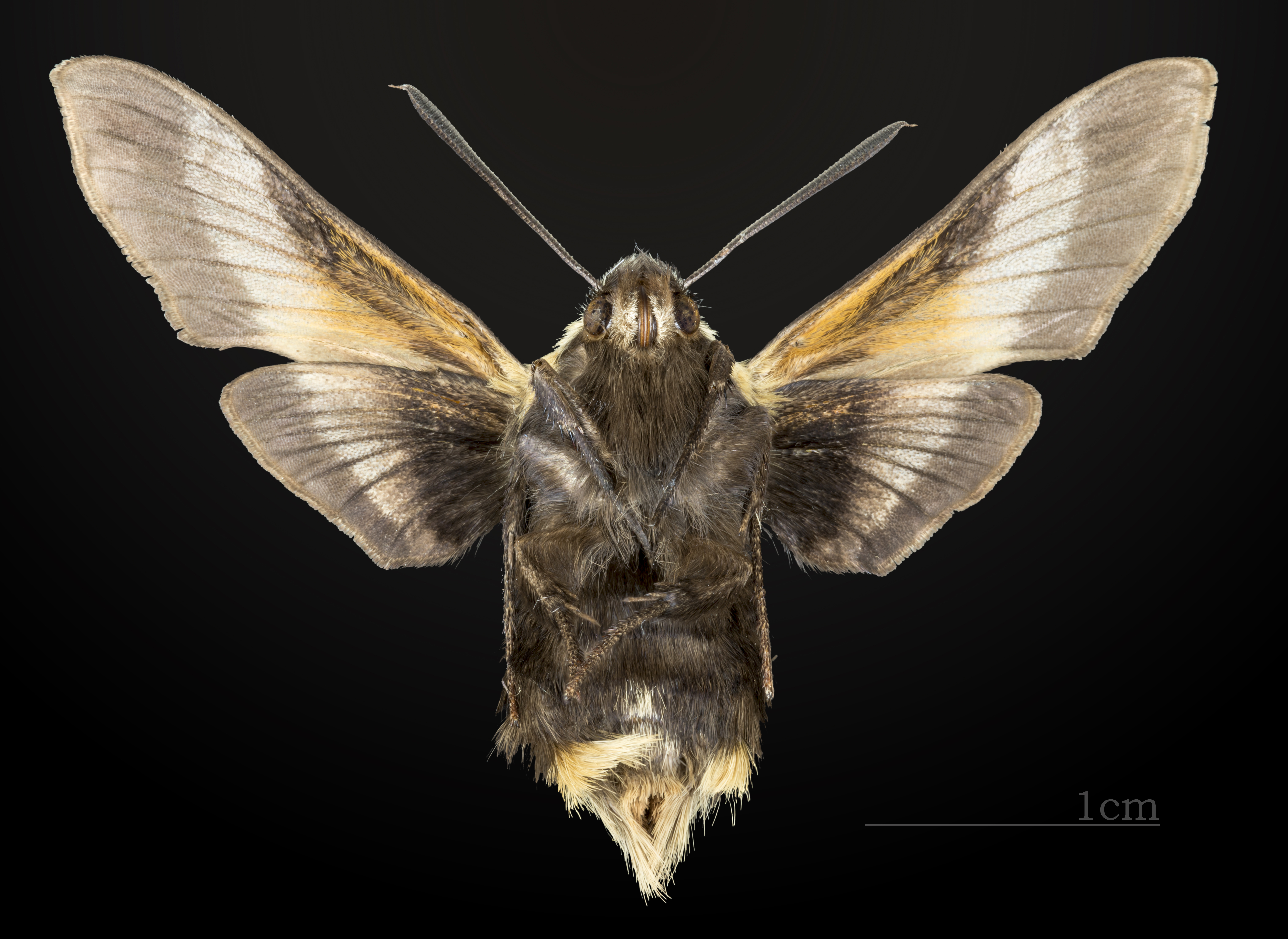
Revers MHNT

## Biologie
Les adultes volent de la mi-mars à juin ; une seule génération par an.

### Alimentation
- Les chenilles se nourrissent sur Epilobium, Rubus parviflorus[1].

## Distribution et habitat
Distribution
forêts boréales et montagnes à travers le Canada, au sud jusqu'au Maine et au Massachusetts à l'est ; au nord jusqu'à l'Alaska. Il est beaucoup plus fréquent dans l'ouest de son aire de répartition.

## Systématique
- L'espèce Proserpinus flavofasciata a été décrite par l'entomologiste britannique Francis Walker en 1856, sous le nom initial de Macroglossa flavofasciata[2].
- La localité type est St. Martin's Falls, Albany River, Hudson's Bay, Canada.

### Synonymie
- Macroglossa flavofasciata Walker, 1856 Protonyme
- Macroglossa ulalume Strecker, [1878] [3]
- Lepisesia ulalume var. rachel Bruce, 1901[4]